# أحمد عثمان سعد
احمد محمد إبراهيم عثمان سعد - (25 فبراير 1989) هو رياضي مصري، محترف في المصارعة اليونانية الرومانية، فاز بالميدالية الذهبية في دورة الألعاب الأفريقية عام 2015. حصد سبع ميداليات في بطولات المصارعة العالمية بين عامي 2012 و2016. مما أهله للمشاركة في أوليمبياد ريوديجانيرو 2016

## مولده
ولد لأب وأم مصريين في 25 فبراير 1989 بإحدى قرى مدينة شبين الكوم بمحافظة المنوفية وبدأ حياته الرياضية في سن الثامنة من عمره كلاعب للمصارعة في أحد النوادي المحلية ثم وضع قدمه على طريق الاحتراف منذ بداية عام 2010 وكان المنافس المحلي للبطل الأوليمبي والعالمي كرم جابر.

## الجوائز الدولية
| دورة الألعاب الأفريقية          | دورة الألعاب الأفريقية | دورة الألعاب الأفريقية | دورة الألعاب الأفريقية |
| العام                           | المكان                 | الميدالية              | المنافسة               |
| ------------------------------- | ---------------------- | ---------------------- | ---------------------- |
| 2015                            | جمهورية الكونغو        | ذهبية                  | روماني 98 كجم          |
| بطولة أفريقيا                   |                        |                        |                        |
| العام                           | المكان                 | الميدالية              | المنافسة               |
| 2012                            | المغرب                 | برونزية                | روماني 96 كجم          |
| 2014                            | تونس                   | ذهبية                  | روماني 85 كجم          |
| 2014                            | تونس                   | فضية                   | حرة 125 كجم            |
| 2015                            | مصر                    | ذهبية                  | روماني 85 كجم          |
| 2016                            | مصر                    | ذهبية                  | روماني 98 كجم          |
| دورة ألعاب البحر الأبيض المتوسط |                        |                        |                        |
| العام                           | المكان                 | الميدالية              | المنافسة               |
| 2013                            | تركيا                  | برونزية                | روماني 96 كجم          |